# Campeonato Canadiense de Fútbol 2011
El Campeonato Canadiense de Fútbol 2011 fue la cuarta edición en la historia del Campeonato Canadiense de Fútbol. Se disputó entre el 27 de abril y el 2 de julio de 2011. El equipo campeón fue Toronto, que clasificó a la ronda preliminar de la Liga de Campeones de la Concacaf 2011-12.

## Equipos participantes
Los equipos participantes fueron Montreal Impact, Toronto, Vancouver Whitecaps y fue invitado por primera vez el club Edmonton.

## Formato
El torneo se mantuvo como un evento de seis partidos, pero en lugar del formato de Liga, cambió a una configuración de semifinales y finales con Edmonton jugando con el Toronto en una de las series eliminatorias de ida y vuelta y el Vancouver jugando con Montreal en la otra.
Los partidos de ida se jugaron el 27 de abril y los de vuelta el 4 de mayo. La final de ida se jugó el 18 de mayo y el de vuelta el 2 de julio.

### Cuadro
|  | Semifinales             | Semifinales             | Semifinales             |   |                     | Final                   | Final                   | Final                   |  |
|  | 27 de abril y 4 de mayo | 27 de abril y 4 de mayo | 27 de abril y 4 de mayo |   |                     | 18 de mayo y 2 de julio | 18 de mayo y 2 de julio | 18 de mayo y 2 de julio |  |
|  |                         |                         |                         |   |                     |                         |                         |                         |  |
|  |                         |                         |                         |   |                     |                         |                         |                         |  |
|  | Montreal Impact         | 0                       | 1                       |   |                     |                         |                         |                         |  |
|  | Montreal Impact         | 0                       | 1                       |   |                     |                         |                         |                         |  |
|  | Vancouver Whitecaps     | 1                       | 1                       |   |                     |                         |                         |                         |  |
|  | Vancouver Whitecaps     | 1                       | 1                       |   | Vancouver Whitecaps | 1                       | 1                       |                         |  |
|  |                         |                         |                         |   | Vancouver Whitecaps | 1                       | 1                       |                         |  |
|  |                         |                         | Toronto                 | 1 | 2                   |                         |                         |                         |  |
|  | Edmonton                | 0                       | Toronto                 | 1 | 2                   | 0                       |                         |                         |  |
|  | Edmonton                | 0                       |                         |   |                     | 0                       |                         |                         |  |
|  | Toronto                 | 3                       | 1                       |   |                     |                         |                         |                         |  |
|  | Toronto                 | 3                       | 1                       |   |                     |                         |                         |                         |  |
|  |                         |                         |                         |   |                     |                         |                         |                         |  |

### Semifinales
| Local ida       | Resultado global | Local vuelta        | Ida | Vuelta |
| --------------- | ---------------- | ------------------- | --- | ------ |
| Montreal Impact | 1:2              | Vancouver Whitecaps | 0:1 | 1:1    |
| Edmonton        | 0:4              | Toronto             | 0:3 | 0:1    |

### Final
| Local ida           | Resultado global | Local vuelta | Ida | Vuelta |
| ------------------- | ---------------- | ------------ | --- | ------ |
| Vancouver Whitecaps | 2:3              | Toronto      | 1:1 | 1:2    |

| Campeón Toronto FC |
| 3° título          |